# Palais Friedrich IV.

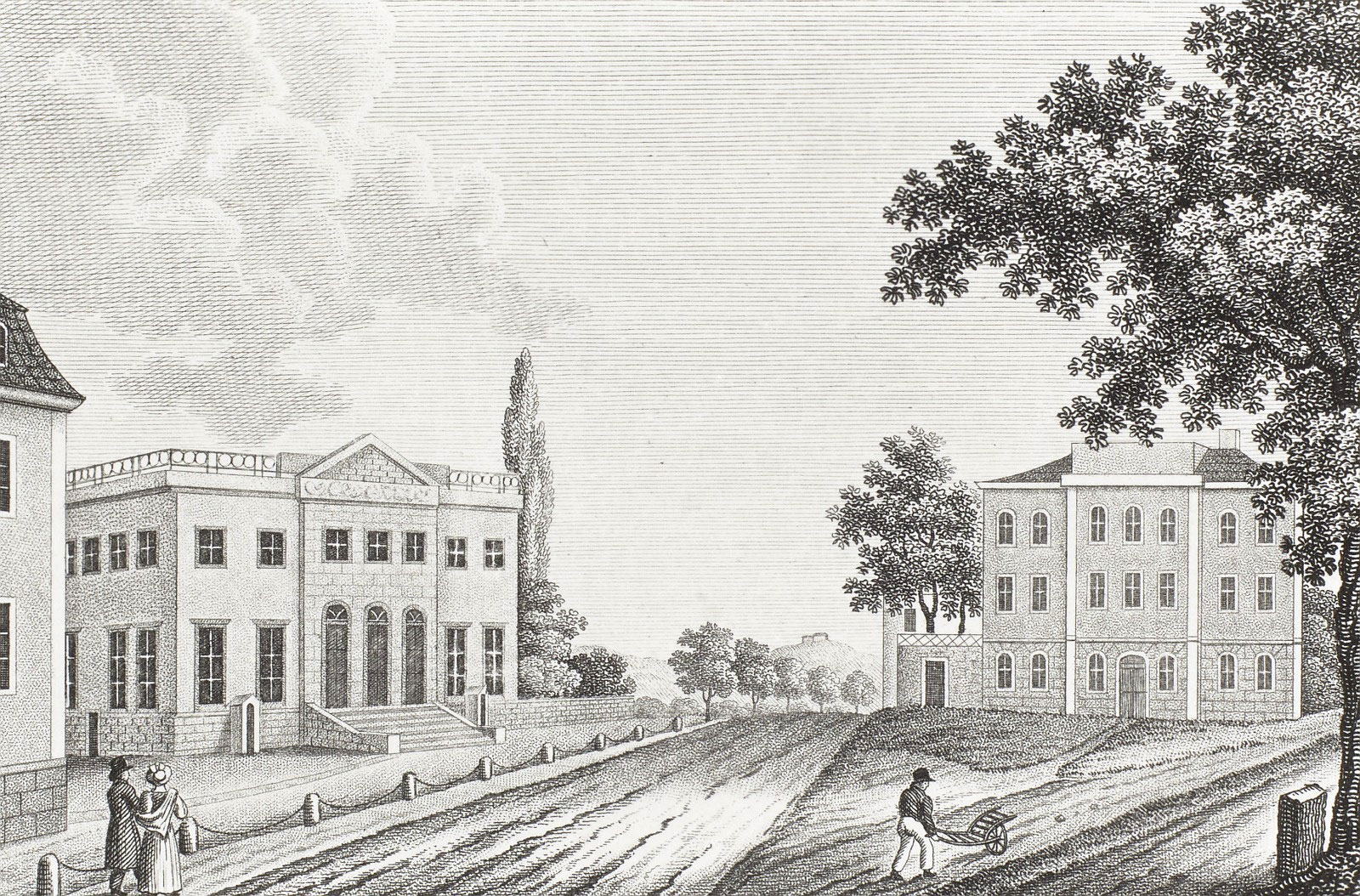
Das Palais Friedrich IV. (rechts) und das Prinzenpalais (links), Kupferstich, um 1800

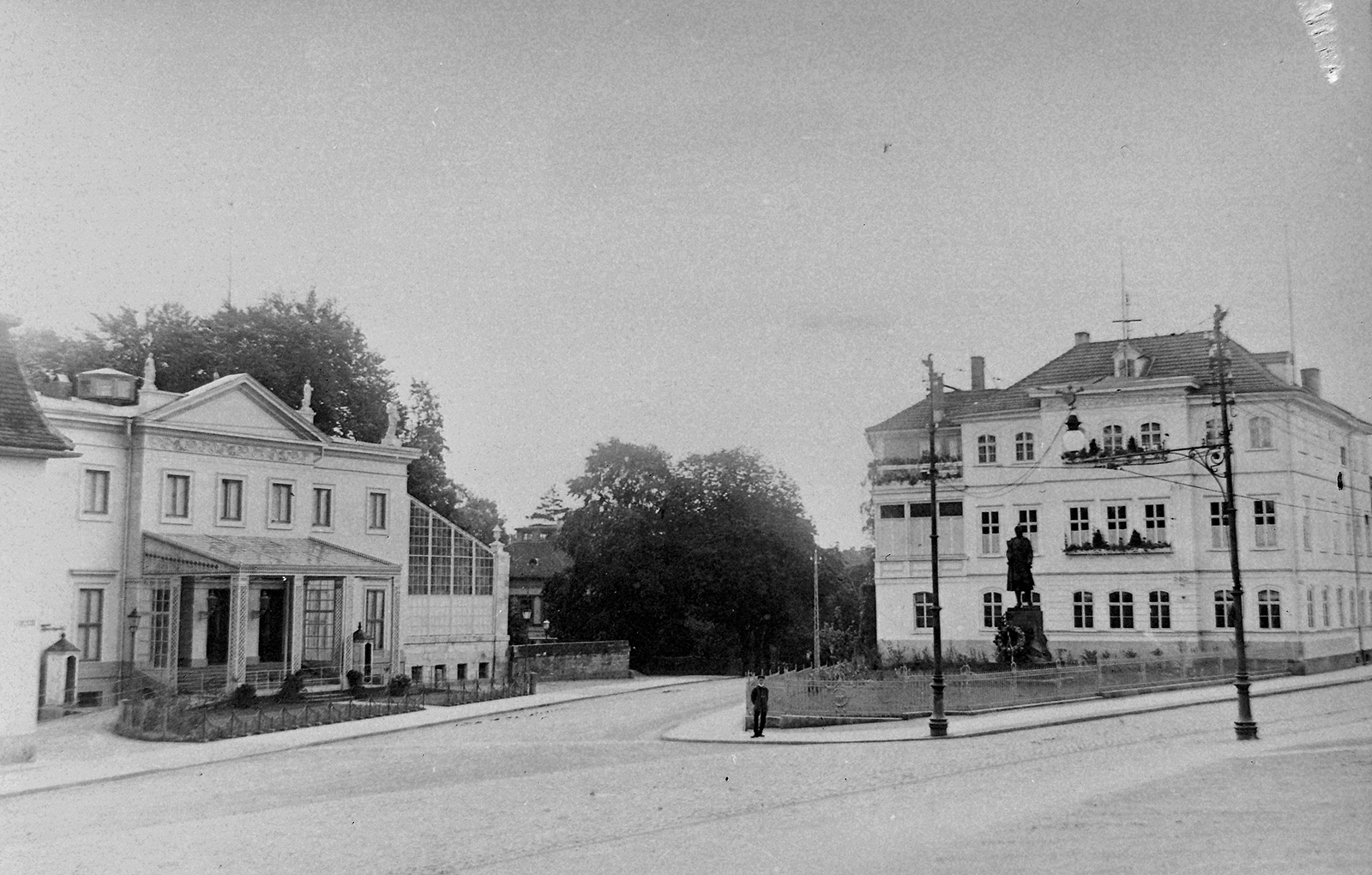
Das Palais Friedrich IV. (rechts) mit Bismarckdenkmal, Fotografie, um 1900

Das Palais Friedrich IV., auch Kautzsche Villa (Kauzsche Villa) genannt, war ein frühklassizistischer Bau in Gotha, der unter anderem vom Prinzen Friedrich, dem späteren Friedrich IV. Herzog von Sachsen-Gotha-Altenburg bewohnt wurde. Die Stadt Gotha ließ die Stadtvilla 2003 abreißen.

## Geschichte
Die Kautzsche Villa wurde vom Gutspächter Johann Tobias Kautz kurz vor 1780 an der Ohrdrufer Straße (heutige Mozartstraße) errichtet. Friedrich IV. erwarb 1804 die Villa von dessen Sohn Friedrich Kautz und ließ sie zu seinem Stadtpalais ausbauen. Er tat dies, um in der Nähe seines Onkels, Prinz August von Sachsen-Gotha-Altenburg, zu sein. Dieser hatte sich 1776 direkt gegenüber ein Palais, später Prinzenpalais genannt, erbauen lassen. Dieses Palais gehört zu den ersten klassizistischen Gebäuden in Deutschland, das nach der Bauordnung von Andrea Palladio errichtet wurde. Als Prinz August 1806 starb, erbte Friedrich unter anderem das Prinzenpalais, in das er 1808 einzog und das er bei seinen Aufenthalten in Gotha bis 1825 bewohnte.
Seit 1894 befand sich in der Kautzschen Villa der Sitz der 1888 aus der „Spritzenschlauch- und Gurtfabrik Gebr. Burbach & Comp.“ hervorgegangenen „Vereinigten Hanfschlauch- und Gummiwaren-Fabriken Aktiengesellschaft zu Gotha“, die 1919 in „Vereinigte Gothania-Werke A.G. Gotha“ umfirmierte. Nach 1945 wurde daraus eine sowjetische Aktiengesellschaft der Gummiindustrie, dann ein Teilbetrieb des VEB Gummikombinates Thüringen (BT Hörselgau). Die Firma ging dann in der „Phoenix Thüringen AG“ auf.

## Gebäude

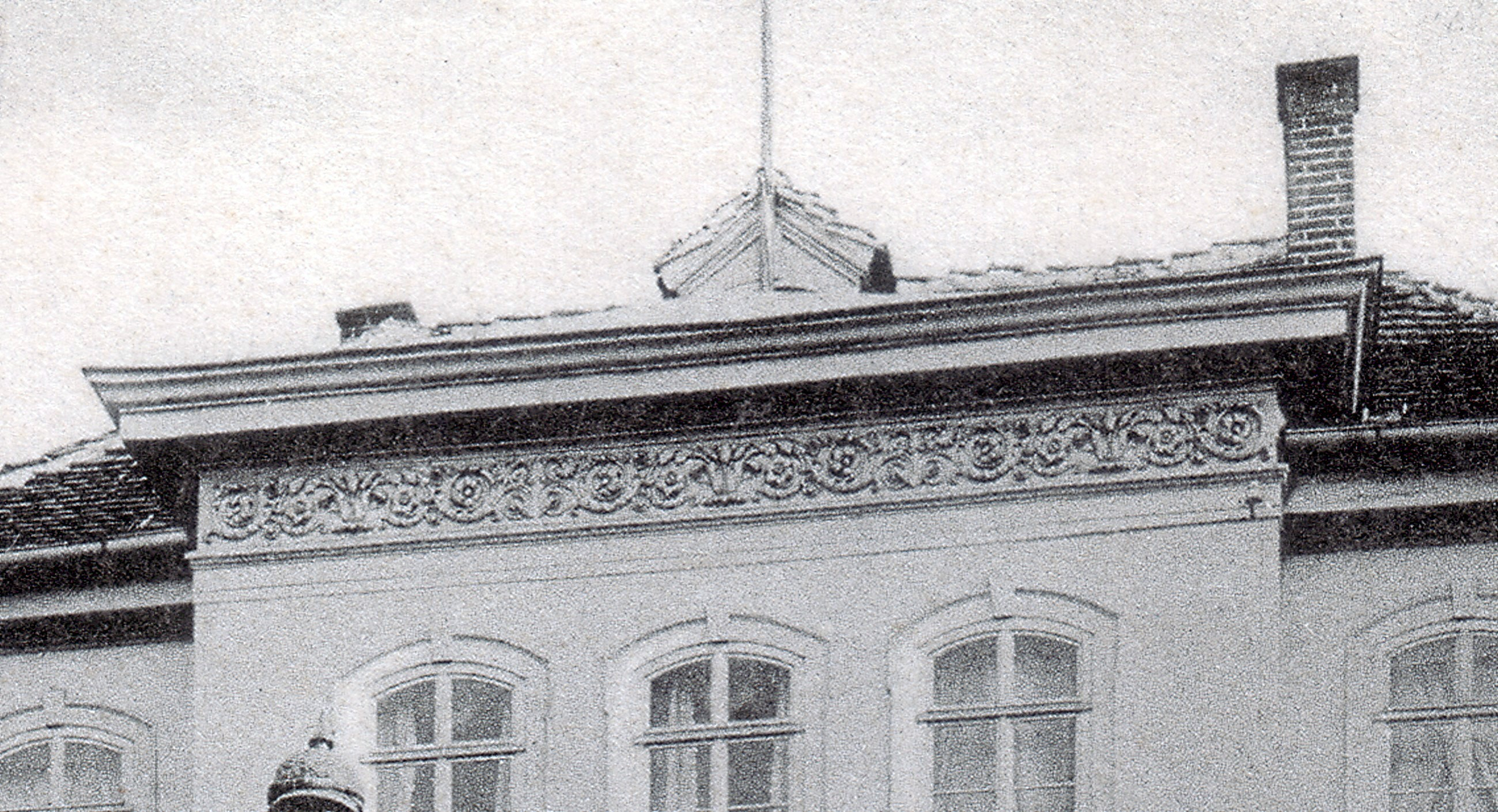
Klassizistisches Fries, Mittelrisalit

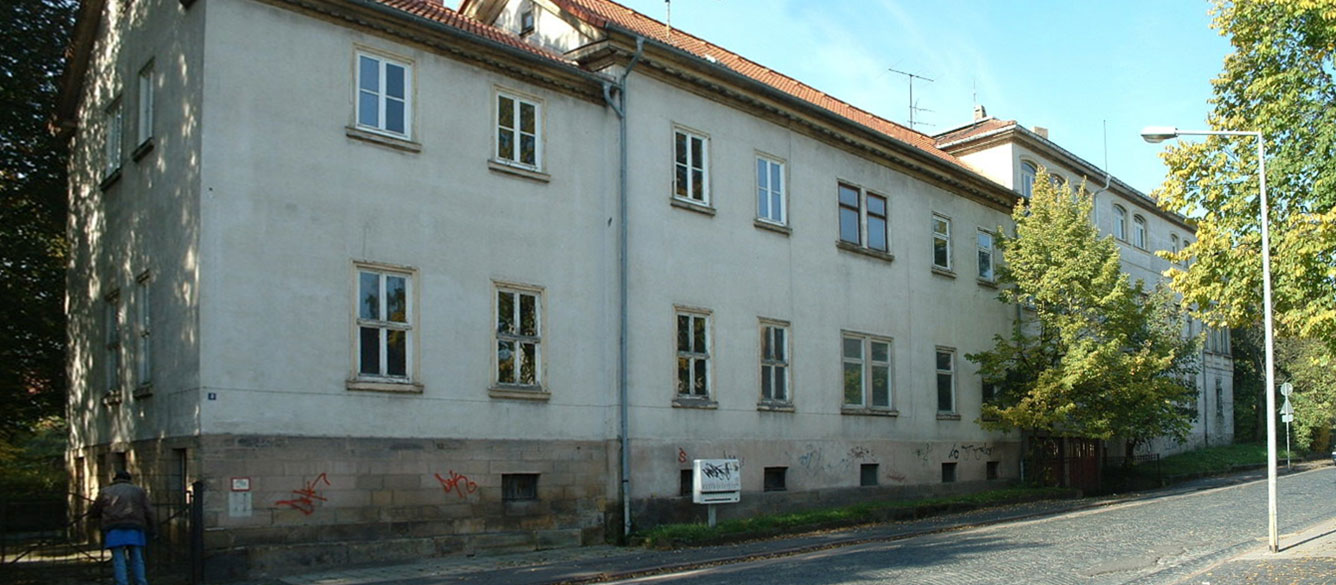
Das nach 1933 verbundene Gebäudeensemble, bestehend aus den ehemaligen Herzoglichen Ställen (links) und dem Palais Friedrich IV. (rechts), Mozartstraße, vor dem Abriss 2003

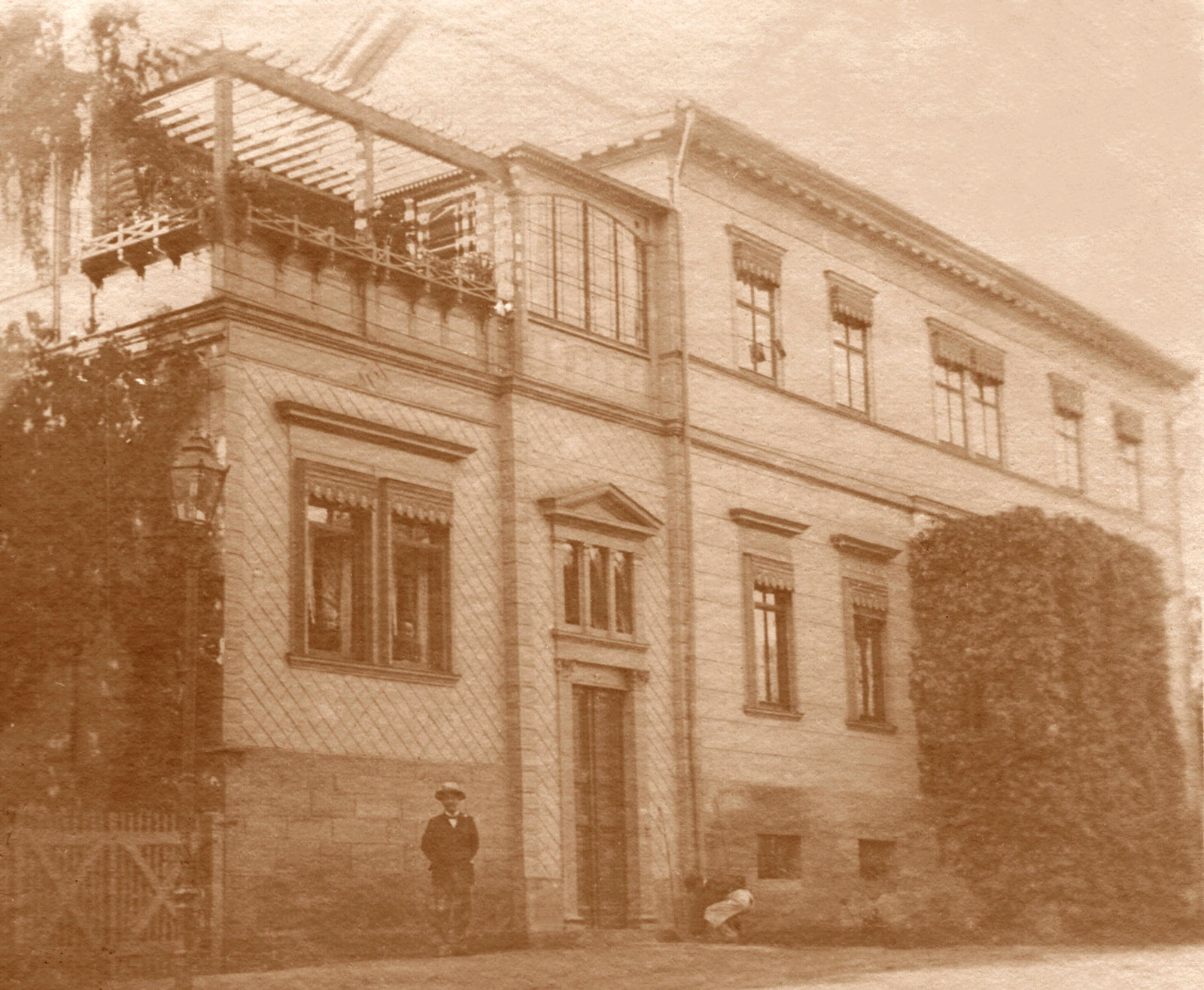
Die ehemaligen Herzoglichen Ställe, Ohrdrufer Straße (heutige Mozartstraße), vor 1900

Die Kautzsche Villa befand sich im spitzen Winkel der aufeinander zulaufenden Bahnhofstraße und Mozartstraße. Sie bildete mit dem Prinzenpalais (1776), dem Kavaliershaus (1790), dem Marstall (1847/48) und den Villen, die den Eingang der Friedrichstraße flankierten, ein für Gotha bedeutendes städtisches Bauensemble.
Der zweistöckige Bau besaß eine Hauptfassade mit sieben Achsen und einen eingeschossigen Anbau an der linken Seite. Der Mittelrisalit war unterhalb des Dachgesimses mit einem Akanthusfries verziert. Der Anbau der Villa wurde vor 1900 um ein Stockwerk mit einem Wintergarten und einem darüber liegenden Balkon erweitert.
Auf dem hinteren, südlichen Grundstücksteil der Villa befanden sich mindestens ab 1823 die „Herzoglichen Ställe“, die vermutlich schon mit dem Bau des Prinzenpalais ab 1780 errichtet wurden. Das dortige Bauwerk bestand aus zwei Wohngebäuden, wohl für Stallmeister, Knechte und Kutscher, und dem dazwischen befindlichen Stall und einer Remise. Dieses hintere Gebäude diente später als reines Wohnhaus, bei dem vor 1900 ein Anbau mit Hauseingang und darüber liegender Terrasse an der Mozartstraße (damals noch Ohrdrufer Straße) errichtet wurde. Diesen Eingang entfernte man nach 1900 mit der Aufstockung des Anbaus. Nach 1933 verband man dieses Wohnhaus mit der Stadtvilla zu einem Gebäudekomplex.